# Кулігі (Підляське воєводство)
Кулігі (пол. Kuligi) — село в Польщі, у гміні Райгруд Граєвського повіту Підляського воєводства.
Населення — 123 особи (2011).
У 1975-1998 роках село належало до Ломжинського воєводства.

## Демографія
Демографічна структура станом на 31 березня 2011 року:
|          | Загалом | Допрацездатний вік | Працездатний вік | Постпрацездатний вік |
| -------- | ------- | ------------------ | ---------------- | -------------------- |
| Чоловіки | 64      | 17                 | 38               | 9                    |
| Жінки    | 59      | 16                 | 26               | 17                   |
| Разом    | 123     | 33                 | 64               | 26                   |